# Bartsia pedicularoides
Bartsia pedicularoides là loài thực vật có hoa thuộc họ Cỏ chổi. Loài này được Benth. mô tả khoa học đầu tiên năm 1846.